# Николай Милков
Николай Милков е бивш български футболист, нападател.
Играл е за Локомотив (Пловдив) от 1945 до 1956 г. Има 128 мача и 37 гола за градското и областно първенство на Пловдив, републиканското първенство и в А група (89 мача с 26 гола). Финалист за Купата на Съветската армия през 1948 г. През 1951 г. е сред най-добрите стрелци на първенството (второ място с 8 гола). Има 2 мача за националния отбор.